# Simulium pichoni
Simulium pichoni es una especie de insecto del género Simulium, familia Simuliidae, orden Diptera.
Fue descrita científicamente por Craig, Fossati & Sechan, 1995.